# 山本弘 (銀行家)
山本 弘（やまもと ひろむ、1905年12月6日 - 1986年5月4日）は、日本の経営者。元住友信託銀行社長。愛媛県出身。

## 経歴
1926年に山口高等商業学校を卒業し、同年に住友信託銀行に入行。1947年5月に取締役に就任、1948年7月に常務、1960年5月に専務、1963年7月に副社長を経て、1969年5月には社長に就任。1972年5月に会長に就任、1976年9月に取締役相談役を経て、1984年1月には相談役名誉顧問に就任。
1982年4月に勲二等瑞宝章を受章。
1986年5月4日に急性肺炎のために死去。80歳没。